# Ariathisa fasciculata
Ariathisa fasciculata är en fjärilsart som beskrevs av Emilio Berio 1973. Ariathisa fasciculata ingår i släktet Ariathisa och familjen nattflyn. Inga underarter finns listade i Catalogue of Life.